# Herb gminy Kurzętnik
Herb gminy Kurzętnik – jeden z symboli gminy i wsi Kurzętnik w postaci herbu.

## Wygląd i symbolika
Herb przedstawia w błękitnym polu wizerunek białego koguta wspiętego w prawo, o czerwonym grzebieniu i podbródku oraz złotym orężu, stojącego na zielonej murawie. 

## Historia
Herb z wizerunkiem koguta Kurzętnik otrzymał ok. 1330 r. wraz z nadaniem praw miejskich przez krzyżaków.